# Metropolitana di Hefei
La metropolitana di Hefei è la metropolitana che serve la città cinese di Hefei.

## Storia
Il primo tratto della metropolitana venne aperto all'esercizio il 26 dicembre 2016.